# Мушинка (річка)
Мушинка (пол. Muszynka (rzeka)) — гірська річка в Польщі, у Новосондецькому повіті Малопольського воєводства. Права притока Дунайця, (басейн Балтійського моря).

## Опис
Довжина річки 21,5 км, найкоротша відстань між витоком і гирлом — 15,33  км, коефіцієнт звивистості річки — 1,41 . Формується притоками, безіменними струмками та частково каналізована.

## Розташування
Бере початок на північно-західних схилах гірського перевалу Тилич (681,7 м) на висоті 680 м над рівнем моря у селі Мушинка (гміна Криниця-Здруй). Спочатку тече переважно на північний захід через село Тилич. За селом повертає на південний захід і у курортному містечку Мушина впадає у річку Дунаєць, праву притоку Вісли.

## Притоки
- Явір (ліва); Мохначка, Криничанка, Ястрябик (праві).